# Pilão Arcado
Pilão Arcado é um município brasileiro do estado da Bahia. Sua população estimada em 2024 era de 37 272 habitantes, segundo IBGE. É situada próximo ao Rio São Francisco, sendo também conhecida como Pilão novo, Novo Pilão Arcado ou Nova Pilão Arcado. Foi construída para abrigar a população da cidade antiga inundada pelo referido rio.

## História
Conta a tradição local que a denominação está ligada a uma lenda de pescadores que encontraram um pilão, com formato de uma curva em arco, em uma das margens do rio São Francisco, e passaram a utilizá-lo para pilar o sal que salgava o peixe.
Pilão Arcado originou-se de um arraial fundado, em fins do século XVII, por ordem do vice-rei D. João de Lencastre, com a finalidade de acabar com os constantes ataques dos índios mocoazes e acoroazes às fazendas de gado da região.
O município, então em terras da Capitania de Pernambuco, foi criado em 1810, com a denominação de Vila do Pilão Arcado.
Em 1824, devido à Confederação do Equador, movimento separatista que eclodiu no Recife, a região de Pilão Arcado, então chamada de Comarca do Rio de São Francisco, foi desligada de Pernambuco, passando a integrar provisoriamente a província de Minas Gerais. Em 1827, juntamente com todo o Além São Francisco, passou à administração da província da Bahia.
Em 1857, foi extinto como município, integrando então o território da Vila de Nossa Senhora do Remanso de Pilão Arcado. Em 1890, foi desmembrado de Remanso. A sede foi elevada à categoria de cidade em 31 de outubro de 1890.
Em 1974, sendo a população transferida em 1978 devido a implantação da Barragem de Sobradinho, no rio São Francisco, a sede foi transferida para local distante 24 km da sede velha. A nova cidade foi planejada e construída pelo Governo Federal, através da CHESF.

## Informações geográficas, sociais e étnico-raciais
Pilão Arcado tem uma área de 11.597,923 km², com uma população em 2022 de 35.357 habitantes, densidade demográfica de 3 habitantes por quilômetro quadrado e altitude de 325 metros. Seu código postal é "47240". O bioma da cidade é composto por 78% de Caatinga e 22% de Cerrado, pertencendo ao Semiárido brasileiro.
Pilão é um município pertencente à Região Geográfica Intermediária de Juazeiro (antiga Mesorregião do Vale São-Franciscano da Bahia) e também à Região Geográfica Imediata de Juazeiro (antiga Microrregião de Juazeiro).
Segundo dados do Censo demográfico do Brasil de 2010, a região urbana do município é dividida em cerca de 21,75% de brancos (2.399), 10,43% de pretos (1.151), 66,5% de pardos (7.333), 1,26% de amarelos (139) e 0,04% (5) de indígenas. Enquanto a região rural seria composta de 73,82% de pardos (16.084), 18,07% de brancos (3.938), 5,54% de pretos (1.209), 2,38% de amarelos (518) e 0,1% de indígenas (37).

## Organização Político-Administrativa
O Município de Pilão Arcado possui uma estrutura político-administrativa composta pelo Poder Executivo, chefiado por um Prefeito eleito por sufrágio universal, o qual é auxiliado diretamente por secretários municipais nomeados por ele, e pelo Poder Legislativo, institucionalizado pela Câmara Municipal de Pilão Arcado, órgão colegiado de representação dos munícipes que é composto por 13 vereadores também eleitos por sufrágio universal.
A história política do município é marcada por denúncias de irregularidades administrativas e mandatos cassados. O então prefeito Wagner Santana foi cassado em 2007 por supostas irregularidades no pleito de 2004, dando lugar à chapa de Roberto Martins e Mundoca, mais tarde, essa gestão também foi condenada e multada por irregularidades na prestação de contas do mandato em 2007. Mais tarde, o ex-prefeito Afonso Mangueira também teria sua gestão cassada por suposto abuso de poder econômico em 2020. No entanto, o Tribunal de Contas posteriormente aprovou suas contas de 2019 e, segundo sua assessoria jurídica, o ex-gestor provou que a decisão pela rejeição das contas estava incorreta, abrindo expectativa para sua reeleição em 2024, o que não ocorreu, uma vez que este está apoiando a candidatura de Leosmir Gama (PT) e seu irmão Hagamenon Mangueira na corrida eleitoral de 2024.
Atuais autoridades do município:
- Prefeito: Orgeto Bastos (PP) - desde 2020[16]
- Vice-prefeito: Jessé "Jessezinho" Alves Filho (PSD) - desde 2020[16]
- Presidente da Câmara Municipal: Cleiton Silva Santos (PSD)  - desde 2023[17]

Atuais Secretários do Município:
Todos os nomes informado abaixo estão disponíveis no site oficial da Prefeitura de Pilão Arcado.
- Controladora Interna do Município: Iza Gabriela Bastos Lima;
- Procurador-geral do Município: Luiz Henrique do Vale Silva
- Administração e Finanças: Henezilio Gonçalves dos Santos;[18]
- Agricultura, Meio Ambiente e Pesca: Carlos Borges de Santana;[18]
- Chefe de Gabinete: Viviane Borges Gomes Melo;[18]
- Cultura: Guaracira Queiroz Lima Rocha;[18]
- Desenvolvimento Econômico, Emprego e Renda: Redovagno Ribeiro;[18]
- Educação: Rosemeire de Almeida Rocha[18]
- Esportes e Lazer: Hagamenon Manueira;[18]
- Infraestrutura, Obras e Serviços Públicos: Joel Borges;[18]
- Promoção Social, Cidadania e Juventude: Gercina Albuquerque Lima;[18]
- Recursos Hídricos e Iluminação Pública: Francisco Luiz Dias Neto;[18]
- Saúde: Poliano dos Anjos Moreira.[18]

### Lista de Prefeitos de Pilão Arcado desde 1997
- Orgeto Bastos dos Santos - PP (2021-2024)
- Manoel Afonso Mangueira - PP (2016-2019)[19]
- Joãozinho Profírio - PSD (2009-2016)[20]
- Roberto Martins - PV (2007-2008)[21]
- Wagner Santana - PFL (2005 - 2007)[22]
- José Lauro Teixeira da Rocha - PFL (1997- 2004)[23][24]